# Myrioblephara trifaria
Myrioblephara trifaria là một loài bướm đêm trong họ Geometridae.